# Бегство теней
«Бегство теней» (англ. Shadows in Flight) — это научно-фантастический роман американского писателя Орсона Скотта Карда. Когда он был выпущен в 2012 году, он стал десятым романом, опубликованным в серии Игра Эндера. История продолжает сюжет первых четырёх книг «Теневой серии» (часто называемой «История Боба»). Речь идет о том, что Бин (Боб) и его дети открывают древний «ковчег» во время своего путешествия в космос.
Перевод на русский: К. Плешков (Бегство теней), 2016.

## Сюжет
В 2210 году звездолет «Геродот» покинул Землю. На борту находились Джулиан «Бин» Дельфики и его трое детей-младенцев — Эндер, Карлотта и Цинциннат, все из которых повернули генетический ключ Антона. Это генетическое изменение, которое Бин передал своим детям, дает им все чрезвычайно высокий интеллект, но заставляет их тела неудержимо расти, что, вероятно, убьет их к 20 годам.
Субъективно они летят почти на световой скорости в течение пяти лет, но релятивистские эффекты означают, что на Земле прошло 421 год — наступил 2631 год. Когда семья ушла с Земли в космос, ученые активно пытались найти лекарство от гигантизма, который не умалял бы их разума. Прошло несколько поколений, они были забыты, а их мать и «нормальные» братья и сестры умерли много веков назад.
Дети были живы только в течение шести субъективных лет. Жизнь Бина была продлена низкой гравитацией на борту «Геродота», что позволяло его сердцу продолжать биться, несмотря на его все более гигантские размеры. На высоте 4,5 метра Бин должен оставаться в лежачем положении в грузовом отсеке, чтобы не переусердствовать. Он контролирует и наблюдает за всем на корабле через свой голографический терминал, часто заставляя детей иметь тайные встречи, которые, по их мнению, Гигант не слышит. Бин и Эндер продолжают изучать свое генетическое состояние в надежде найти лекарство.
На одном из этих совещаний мыслящий по военному Цинциннат (по прозвищу «Сержант») пытается заручиться помощью своих братьев и сестер в убийстве их отца, заявив, что он истощает ресурсы. Чувствительная Карлотта (чья специальность является инженерией) не хочет занимать позицию, но Эндер (эксперт-биолог) ударяет Сержанта и ломает ему нос, за предложение такой варварской идеи, тем самым прекращая доминирование своего брата над семьей. Эндер и Карлотта рассказывают Бину о планах Сержанта, и Бин ставит на место всех троих детей, напоминая им, что каждый из них обладает высоким интеллектом. Сержант воображал угрозы их безопасности там, где их нет, потому что он считает, что Гигант планирует передать ему роль солдата. Таким образом, он изучает формы войны с «жукерами» и изучает стратегию своего отца, тренируя себя с оружием. Эндер берет на себя основную часть генетических исследований, контролируя достижения ученых на Земле. Карлотта, которая чувствует себя немного отсталой с генетическими исследованиями, обслуживает семью, заботясь обо всех аспектах космического корабля, поскольку сам Бин застрял в грузовом отсеке.
Бин (Боб) и его дети открывают древний «ковчег» «жукеров». Бин отправляет Сержанта в одиночку, чтобы исследовать корабль, и он избегает нападения маленьких муравьиных животных, которых они называют «рабами» (крысы + крабы). После этой первоначальной встречи Бин раскрывает свой полный план своим детям. Они должны выяснить, кто пилотирует этот корабль и пытается ли он терраформировать планету на орбите в зоне обитаемости. Это было намерение Бина, чтобы все его дети жили на этой планете в безопасности. Вооружившись оружием сержанта и седативным туманом-распылителем Эндер, сержант командует обороной, так как Карлотта ведет свою группу к рулю с Бином, который все время контактирует. Спрей доказал свою эффективность, и вскоре они нашли камеру королевы Кувы, ее нашли и многих рабочих, мертвых. В конце концов они находят живую мужскую форму-пилота.
В попытке связаться, Эндер садится, дрейфуя рядом с ними в невесомости. Мужские особи-дроны приближаются и общаются с Эндером через ментальные образы. Группа узнает, что Ковчег был отправлен задолго до того, как Эндер Виггин, в честь которого назвали сына Бина, уничтожил «жукеров». Бин узнает, что рабочие могут восстать против королевы и вернуть себе свободную волю. После того, как Бин некоторое время проспал, его дети разбудили его, сообщив ему, что, изучая, как Королева улья подавляет своих рабочих, Эндер разработал вирус, чтобы отключить свой ген роста, оставив их интеллект неповрежденными, но спасая их от гигантизма.
С новой надеждой на будущее, Бин смотрит на красоту вокруг него и помнит всех тех, кого он любил, и кто любил его в своей жизни. Счастлив за своих детей и за свою короткую, но блестящую жизнь, Бин ложится и умирает в мире.